# Ted Belytschko
Ted B. Belytschko (* 13. Januar 1943 in Proskurow, Ukrainische SSR; † 15. September 2014) war ein US-amerikanischer Ingenieurwissenschaftler.

## Leben
Ted Belytschko studierte am Illinois Institute of Technology mit dem Bachelor-Abschluss als Ingenieur 1965 und der Promotion in Mechanik 1968. Danach war er Assistant Professor, ab 1973 Associate Professor und ab 1976 Professor an der University of Illinois in Chicago. Er war seit 1977 Professor für Statik (Structural Mechanics) an der Northwestern University, ab 1991 als Walter P. Murphy Professor of Numerical Mechanics.
Belytschko entwickelte gitterfreie numerische Verfahren in der Festkörpermechanik und erweiterte Finite-Elemente-Methoden speziell für die Modellierung von Rissausbreitung. Er modellierte auch Nanoröhren und Bruchverhalten mit molekularer Mechanik.
2001 erhielt er die Timoshenko Medal, 1999 die Von-Karman-Medaille und 2011 die William Prager Medal. Er war Mitglied der National Academy of Sciences, der American Academy of Arts and Sciences und der National Academy of Engineering. Er war Ehrendoktor in Lüttich und der École Normale in Paris.
Belytschko war Herausgeber des International Journal for Numerical Methods in Engineering.

## Schriften
- mit Thomas J. R. Hughes (Hrsg.): Computational methods in mechanics, North Holland 1983
- mit Jacob Fish: A first course in finite elements, Wiley 2007
- mit Wing Kam Liu; Brian Moran: Nonlinear finite elements for continua and structures, Wiley 2000
- mit Wing Kam Liu (Hrsg.): Computational mechanics of probabilistic and reliability analysis, Lausanne:Elmepress 1989
- mit Thomas J. R. Hughes (Hrsg.): Computational methods for transient analysis, North Holland 1983
- mit J. S. Chen Meshfree and Particle Methods, Wiley 2007